# Campionato Alta Italia 1944
Het Italiaans kampioenschap van 1944 (Campionato Alta Italia 1944) werd beslecht tijdens de Tweede Wereldoorlog en werd door de Italiaanse voetbalbond niet erkend als kampioenschap tot 2002, de Scudetto die Spezia behaalde wordt beschouwd als decoratie en niet als officiële titel.
Spezia heette op dat moment "42° Corpo dei Vigili del Fuoco della Spezia" omdat er een aantal plaatselijke brandweerlui werden opgesteld.

## Kwalificatie

### Piëmont en Ligurië

#### Tabel
|     | Team        | Ptn | Wed | W  | G | V  | DV | DT | +/− | Opmerking      |
| --- | ----------- | --- | --- | -- | - | -- | -- | -- | --- | -------------- |
| 1.  | Torino      | 34  | 18  | 16 | 2 | 0  | 78 | 19 | +59 | Gekwalificeerd |
| 2.  | Juventus    | 27  | 18  | 12 | 3 | 3  | 44 | 25 | +19 | Gekwalificeerd |
| 3.  | Biellese    | 24  | 18  | 12 | 0 | 6  | 44 | 32 | +12 |                |
| 4.  | Liguria     | 23  | 18  | 10 | 3 | 5  | 40 | 25 | +15 |                |
| 5.  | Genoa       | 20  | 18  | 9  | 2 | 7  | 34 | 31 | +3  |                |
| 6.  | Novara      | 17  | 18  | 8  | 1 | 9  | 28 | 33 | −5  |                |
| 7.  | Asti        | 13  | 18  | 5  | 3 | 10 | 21 | 36 | −15 |                |
| 8.  | Casale      | 10  | 18  | 4  | 2 | 12 | 20 | 37 | −17 |                |
| 8.  | Alessandria | 10  | 18  | 4  | 2 | 12 | 13 | 46 | −33 |                |
| 10. | Cuneo       | 2   | 18  | 1  | 0 | 17 | 8  | 46 | −38 |                |

### Lombardije

#### Tabel
|    | Team             | Ptn | Wed | W  | G | V | DV | DT | +/− | Opmerking      |
| -- | ---------------- | --- | --- | -- | - | - | -- | -- | --- | -------------- |
| 1. | Ambrosiana-Inter | 21  | 14  | 10 | 1 | 3 | 30 | 13 | +17 | Gekwalificeerd |
| 2. | Varese           | 16  | 14  | 6  | 4 | 4 | 26 | 20 | +6  | Play-off       |
| 2. | Brescia          | 16  | 14  | 7  | 2 | 5 | 24 | 20 | +4  | Play-off       |
| 4. | Fanfulla         | 15  | 14  | 5  | 5 | 4 | 17 | 17 | 0   |                |
| 5. | Milan            | 13  | 14  | 5  | 3 | 6 | 18 | 16 | +2  |                |
| 5. | Pro Patria       | 13  | 14  | 4  | 5 | 5 | 12 | 14 | −2  |                |
| 7. | Cremonese        | 10  | 14  | 3  | 4 | 7 | 13 | 24 | −11 |                |
| 8. | Atalanta         | 8   | 14  | 3  | 2 | 9 | 12 | 28 | −16 |                |

Play-off
| Team #1        | Res.         | Team #2 |
| -------------- | ------------ | ------- |
| Brescia Calcio | 0 - 1 (n.v.) | Varese  |

### Veneto

#### Groep A
Tabel
|    | Team    | Ptn | Wed | W  | G | V | DV | DT | +/− | Opmerking      |
| -- | ------- | --- | --- | -- | - | - | -- | -- | --- | -------------- |
| 1. | Venezia | 20  | 12  | 10 | 0 | 2 | 43 | 12 | +31 | Gekwalificeerd |
| 2. | Treviso | 16  | 12  | 8  | 1 | 3 | 36 | 11 | +25 | Gekwalificeerd |
| 2. | Padova  | 16  | 12  | 8  | 0 | 4 | 27 | 18 | +9  |                |
| 4. | Bassano | 12  | 12  | 6  | 0 | 6 | 22 | 31 | −9  |                |
| 5. | Mestre  | 7   | 12  | 1  | 5 | 6 | 10 | 21 | −11 |                |
| 6. | Legnago | 6   | 12  | 2  | 2 | 8 | 19 | 35 | −16 |                |
| 6. | Rovigo  | 6   | 12  | 2  | 2 | 8 | 9  | 38 | −29 |                |

#### Groep B
Audace San Michele en Pellizzari Arzignano trokken zich tijdens de competitie terug, alle wedstrijden werden geannuleerd.
Tabel
|    | Team                 | Ptn   | Wed | W | G | V   | DV  | DT  | +/− | Opmerking      |
| -- | -------------------- | ----- | --- | - | - | --- | --- | --- | --- | -------------- |
| 1. | Vicenza              | 17    | 10  | 8 | 1 | 1   | 32  | 7   | +25 | Gekwalificeerd |
| 2. | Verona               | 13    | 10  | 5 | 3 | 2   | 18  | 15  | +3  | Gekwalificeerd |
| 3. | Lanerossi Schio      | 12    | 10  | 5 | 2 | 3   | 16  | 16  | 0   |                |
| 4. | Marzotto             | 10(*) | 10  | 5 | 1 | 4   | 15  | 15  | 0   |                |
| 5. | Monti Padova         | 3     | 10  | 1 | 1 | 8   | 12  | 31  | −19 |                |
| 6. | Sambonifacese        | 2(**) | 10  | 1 | 2 | 7   | 16  | 25  | −9  |                |
| 7. | Audace San Michele   | 0     | (2) | - | - | (2) | (1) | (7) | -   | Retired        |
| 7. | Pellizzari Arzignano | 0     | (2) | - | - | (2) | (1) | (8) | -   | Retired        |

(*) 1 strafpunt

(**) 2 strafpunten
Finale

Treviso en Vicenza trokken zich terug.
| Team #1    | Tot.  | Team #2       | 1ste wed | 2de wed |
| ---------- | ----- | ------------- | -------- | ------- |
| AC Venezia | 7 - 3 | Hellas Verona | 5 - 1    | 2 - 2   |

### Friuli-Venezia Giulia

#### Tabel
|    | Team                   | Ptn | Wed | W  | G | V  | DV | DT | +/− | Opmerking      |
| -- | ---------------------- | --- | --- | -- | - | -- | -- | -- | --- | -------------- |
| 1. | Ampelea Isola d'Istria | 22  | 14  | 10 | 2 | 2  | 35 | 17 | +18 | Gekwalificeerd |
| 2. | Triestina              | 19  | 14  | 8  | 3 | 3  | 28 | 11 | +17 | Gekwalificeerd |
| 3. | Pro Gorizia            | 16  | 14  | 6  | 4 | 4  | 21 | 21 | 0   |                |
| 4. | Monfalcone             | 14  | 14  | 6  | 2 | 6  | 19 | 22 | −3  |                |
| 5. | San Giusto             | 13  | 14  | 4  | 5 | 5  | 14 | 14 | 0   |                |
| 5. | Udinese                | 13  | 14  | 5  | 3 | 6  | 17 | 25 | −8  |                |
| 7. | Coromonese             | 8   | 14  | 4  | 0 | 10 | 16 | 28 | −12 |                |
| 8. | Ponziana               | 7   | 14  | 3  | 1 | 10 | 13 | 25 | −12 |                |

### Emilia-Romagna

#### Groep A
Tabel
|    | Team                 | Ptn   | Wed | W | G | V | DV | DT | +/− | Opmerking      |
| -- | -------------------- | ----- | --- | - | - | - | -- | -- | --- | -------------- |
| 1. | Bologna              | 10    | 6   | 5 | 0 | 1 | 22 | 8  | +14 | Gekwalificeerd |
| 2. | Cesena               | 8     | 6   | 4 | 0 | 2 | 12 | 5  | +7  | Gekwalificeerd |
| 3. | Panigale             | 6     | 6   | 3 | 0 | 3 | 9  | 12 | −3  |                |
| 4. | San Pietro in Casale | -2(*) | 6   | 0 | 0 | 6 | 3  | 21 | −18 |                |

(*) 2 strafpunten

#### Groep B
Tabel
|    | Team         | Ptn | Wed | W | G | V | DV | DT | +/− | Opmerking      |
| -- | ------------ | --- | --- | - | - | - | -- | -- | --- | -------------- |
| 1. | Faenza       | 11  | 8   | 4 | 3 | 1 | 18 | 7  | +11 | Gekwalificeerd |
| 1. | Forlimpopoli | 11  | 8   | 5 | 1 | 2 | 17 | 11 | +8  | Gekwalificeerd |
| 3. | Ravenna      | 9   | 8   | 4 | 1 | 3 | 17 | 7  | +10 |                |
| 4. | Imola        | 8   | 8   | 4 | 0 | 4 | 14 | 17 | −3  |                |
| 5. | Forlì        | 1   | 8   | 0 | 1 | 7 | 3  | 27 | −24 |                |

#### Groep C
Tabel
|    | Team     | Ptn | Wed | W | G | V | DV | DT | +/− | Opmerking         |
| -- | -------- | --- | --- | - | - | - | -- | -- | --- | ----------------- |
| 1. | Modena   | 14  | 8   | 6 | 2 | 0 | 17 | 6  | +11 | Gekwalificeerd    |
| 2. | Carpi    | 11  | 8   | 4 | 3 | 1 | 19 | 6  | +13 | Gekwalificeerd(*) |
| 2. | Reggiana | 11  | 8   | 5 | 1 | 2 | 13 | 9  | +4  |                   |
| 4. | Mantova  | 3   | 8   | 1 | 1 | 6 | 11 | 28 | −17 |                   |
| 5. | Centese  | 1   | 8   | 0 | 1 | 7 | 11 | 22 | −11 |                   |

(*) Gekwalificeerd op basis van doelsaldo

#### Groep D
Tabel
|    | Team              | Ptn  | Wed | W | G | V | DV | DT | +/− | Comments       |
| -- | ----------------- | ---- | --- | - | - | - | -- | -- | --- | -------------- |
| 1. | VVF Spezia        | 13   | 8   | 5 | 3 | 0 | 14 | 6  | +8  | Gekwalificeerd |
| 2. | Corradini Suzzara | 11   | 8   | 5 | 1 | 2 | 15 | 8  | +7  | Gekwalificeerd |
| 3. | Fidentina         | 8    | 8   | 2 | 4 | 2 | 20 | 20 | 0   |                |
| 4. | Parma             | 7    | 8   | 2 | 3 | 3 | 8  | 12 | −4  |                |
| 5. | Orlandi Busseto   | 0(*) | 8   | 0 | 1 | 7 | 7  | 18 | −11 |                |

(*) 1 strafpunt

## Halve Finale

### Groep A (Piëmont en Lombardije)

#### Tabel
|    | Team             | Ptn | Wed | W | G | V | DV | DT | +/− | Opmerking      |
| -- | ---------------- | --- | --- | - | - | - | -- | -- | --- | -------------- |
| 1. | Torino           | 8   | 6   | 3 | 2 | 1 | 21 | 12 | +9  | Gekwalificeerd |
| 2. | Juventus         | 7   | 6   | 3 | 1 | 2 | 15 | 9  | +6  |                |
| 3. | Ambrosiana-Inter | 6   | 6   | 2 | 2 | 2 | 12 | 13 | −1  |                |
| 4. | Varese           | 3   | 6   | 1 | 1 | 4 | 6  | 20 | −14 |                |

### Groep B (Veneto en Friuli-Venezia Giulia)
Hellas Verona trok zich terug voor de start. Ampelea Isola d'Istria en Triestina speelden hun laatste wedstrijd niet om Venezia al gekwalificeerd was en er veiligheidsproblemen waren door de oorlog en de rivaliteit tussen beide teams.

#### Tabel
|    | Team                   | Ptn | Wed | W | G | V | DV | DT | +/− | Opmerking      |
| -- | ---------------------- | --- | --- | - | - | - | -- | -- | --- | -------------- |
| 1. | Venezia                | 6   | 4   | 2 | 2 | 0 | 3  | 0  | +3  | Gekwalificeerd |
| 2. | Ampelea Isola d'Istria | 2   | 3   | 1 | 0 | 2 | 2  | 4  | −2  |                |
| 2. | Triestina              | 2   | 3   | 0 | 2 | 1 | 1  | 2  | −1  |                |

### Groep C (Emilia-Romagna)

#### Eerste ronde

##### Groep A
Tabel
|    | Team         | Ptn | Wed | W | G | V | DV | DT | +/− | Opmerking      |
| -- | ------------ | --- | --- | - | - | - | -- | -- | --- | -------------- |
| 1. | Bologna      | 9   | 6   | 4 | 1 | 1 | 11 | 5  | +6  | Gekwalificeerd |
| 2. | Cesena       | 8   | 6   | 4 | 0 | 2 | 13 | 6  | +7  |                |
| 3. | Forlimpopoli | 6   | 6   | 2 | 2 | 2 | 10 | 11 | −1  |                |
| 4. | Faenza       | 1   | 6   | 0 | 1 | 5 | 5  | 17 | −12 |                |

##### Groep B
Tabel
|    | Team              | Ptn  | Wed | W | G | V | DV | DT | +/− | Opmerking      |
| -- | ----------------- | ---- | --- | - | - | - | -- | -- | --- | -------------- |
| 1. | VVF Spezia        | 10   | 6   | 5 | 0 | 1 | 14 | 4  | +10 | Gekwalificeerd |
| 2. | Corradini Suzzara | 4(*) | 6   | 2 | 1 | 3 | 7  | 10 | −3  |                |
| 2. | Carpi             | 4(*) | 6   | 2 | 1 | 3 | 5  | 7  | −2  |                |
| 4. | Modena            | 3(*) | 6   | 2 | 0 | 4 | 3  | 8  | −5  |                |

(*) 1 strafpunt

### Tweede ronde
| Team #1    | Tot.  | Team #2    | 1ste wed  | 2de wed    |
| ---------- | ----- | ---------- | --------- | ---------- |
| Bologna FC | 0 - 4 | VVF Spezia | 0 - 2 (*) | 0 - 2 (**) |

(*) toegekend door voetbalbond

(**) forfait

## Finaleronde

### Tabel
|    | Team       | Ptn | Wed | W | G | V | DV | DT | +/− | Opmerking |
| -- | ---------- | --- | --- | - | - | - | -- | -- | --- | --------- |
| 1. | VVF Spezia | 3   | 2   | 1 | 1 | 0 | 3  | 2  | +1  | Kampioen  |
| 2. | Torino     | 2   | 2   | 1 | 0 | 1 | 6  | 4  | +2  |           |
| 3. | Venezia    | 1   | 2   | 0 | 1 | 1 | 3  | 6  | −3  |           |

| Team #1    | Res.  | Team #2    |
| ---------- | ----- | ---------- |
| AC Venezia | 1 - 1 | VVF Spezia |
| VVF Spezia | 2 - 1 | AC Torino  |
| AC Torino  | 5 - 2 | AC Venezia |